# Philippe-Alexandre Le Brun de Charmettes
Pour les articles homonymes, voir Le Brun.
Philippe-Alexandre Le Brun de Charmettes, né à Bordeaux le 7 avril 1785 et mort le 13 mai 1880 à Chartres, est  un historien, homme de lettres et administrateur français, connu surtout pour son Histoire de Jeanne d'Arc parue en 1817.

## Biographie
Il est le fils de Philippe Antoine Amédée Lebrun, dit Grand-Lebrun, guillotiné en 1794 et d'Anne Flore Passerat. Venu à Paris chez son grand-père maternel en 1798, il se rend en 1800 à Hambourg, d'où il embarque pour l'Île-de-France et sert pendant neuf mois dans les canonniers de la Garde nationale.
Ayant conçu l'idée d'une épopée célébrant la délivrance de la France par Jeanne d'Arc, il se décide à revenir en Europe pour mettre à exécution son projet et poursuivre ses études jusqu'alors largement négligées. De retour à Paris en 1801, il étudie les langues anciennes et modernes et publie plusieurs traductions tout en collaborant à l'Abeille littéraire. En 1810, il trouve un emploi au Conseil d’État, mais il en démissionne un an plus tard faute de pouvoir s'entendre avec le ministre de l'Intérieur, Regnaud de Saint-Jean d'Angély.
Alors qu'il met la dernière main à son « poème national », il décide d'en précéder la publication par celle d'une Histoire de Jeanne d'Arc, laquelle ne paraît finalement qu'en 1817, après les Cent-Jours et après sa nomination à Saint-Calais comme sous-préfet de la Sarthe. Son ouvrage, qui réhabilite l'image de la Pucelle après plusieurs siècles de disgrâce, connaît aussitôt un large succès. La même année, il fait enfin imprimer L'Orléanide, dont une version révisée paraît en librairie deux ans plus tard.
En 1820, il passe de la sous-préfecture de Saint-Calais à celle de Coulommiers en Seine-et-Marne. Il est ensuite préfet de la Haute-Saône en 1830, poste dont il démissionne lors de la Révolution de Juillet, refusant de servir Louis-Philippe, étant légitimiste. 
Il est président de la société d'agriculture, lettres, sciences et arts de la Haute-Saône, de 1830 à 1831.
En 1848, il devient, à Chartres, gérant-propriétaire du journal L'Abeille, journal catholique des intérêts des campagnes, fondé en mai 1847. Ce  journal dont il devient le principal rédacteur à partir de 1848 prit aussi le titre de L'Abeille de la Beauce et du Perche cessa de paraître en mai 1849.
Il vivait à Chartres 17, Cloître Notre-Dame qui était également le siège social de son journal.

### Famille
Il se marie en 1815 avec Louise d'Ussieux (1789-1880), fille de Louis d'Ussieux.

## Principales publications
- Histoire de Jeanne d'Arc, surnommée la Pucelle d'Orléans, tirée de ses propres déclarations, de cent quarante-quatre dépositions de témoins oculaires, et des manuscrits de la Bibliothèque du roi et de la Tour de Londres, 4 vol., 1817 T. I, T. 2, T. 3, T. 4 disponible sur Internet Archive
- L'Orléanide, poème national en vingt-huit chants, 2 vol., 1819 T. 1 lire en ligne sur Gallica
- Études françaises de littérature et de morale, extraites des ouvrages en vers et en prose des grands écrivains des XVIIe, XVIIIe et XIXe siècles, 2 vol., 1822
- Épîtres politiques sur nos extravagances, 1831 lire en ligne sur Gallica

### Traductions
- Oliver Goldsmith et Ossian : Le Village abandonné, poème d'Olivier Goldsmith. Les Chants de Selma et Oithona, poèmes d'Ossian, traduits en vers français, 2 vol. 1805 ;
- Vincenzo Cuoco : Histoire de la Révolution de Naples, 2 vol., 1807 ;
- Lady Morgan[Note 1] : O'Donnell, ou l'Irlande, histoire nationale, roman, 3 vol., 1815.